# Notiothereva albiventris
Notiothereva albiventris är en tvåvingeart som först beskrevs av Philippi 1865.  Notiothereva albiventris ingår i släktet Notiothereva och familjen stilettflugor. Inga underarter finns listade i Catalogue of Life.